# Guitar Man (album, JJ Cale)
Guitar Man je dvanácté studiové album amerického hudebníka JJ Calea. Vydáno bylo v červnu roku 1996 společností Delabel. Jeho producentem byl sám Cale a dále se na něm podílela jeho manželka Christine Lakeland a bubeník James Cruce. Album bylo nahráno v roce 1995. Autorem fotografie na obalu alba je Anton Corbijn.

## Seznam skladeb
Autorem všech skladeb je JJ Cale, kromě tradicionálu „Old Blue“.
1. „Death in the Wilderness“ – 4:58
2. „It's Hard to Tell“ – 2:40
3. „Days Go By“ – 3:27
4. „Low Down“ – 2:48
5. „This Town“ – 2:54
6. „Guitar Man“ – 4:02
7. „If I Had a Rocket“ – 3:02
8. „Perfect Woman“ – 2:10
9. „Old Blue“ – 2:42
10. „Doctor Told Me“ – 3:13
11. „Miss 01'St. Louie“ – 2:33
12. „Nobody Knows“ – 3:51

## Obsazení
- JJ Cale
- Christine Lakeland – kytara a doprovodné vokály v „Death in the Wilderness“
- James Cruce – bicí v „Death in the Wilderness“